# 이와타 미노루
이와타 미노루(일본어: 岩田 稔, 1983년 10월 31일 ~ )는 전 일본의 프로 야구 선수이다.

## 인물

### 프로 입단 전
오사카도인 고등학교 시절 2학년 가을부터는 팀내 에이스 투수가 되면서 추계 오사카부 대회에 팀을 준우승으로 이끌었고 긴키 대회에서도 팀은 8강에 진출했지만 같은 해 겨울에는 감기에 걸리면서 바이러스가 감염돼 당뇨병이 발병했다. 3학년때 에이스 투수의 등번호를 붙이고 있었지만 허리 부상으로 인해 등판 기회는 없었다. 고등학교의 동기는 나카무라 다케야, 1년 선배이자 후에 프로팀에서 팀메이트가 되는 사지키하라 마사시가 있었다. 고교 졸업 후의 진로는 사회인 야구팀으로 정해져 있었지만 고고 시절에 병을 앓고 나서 이를 취소해 지정 학교 추천으로 간사이 학생 야구 연맹 소속 팀인 간사이 대학에 입학했다.
대학 입학 이후에도 부상으로 슬럼프를 겪으면서 리그 경기의 통산 성적은 6승 10패였지만 최고 속도 151km/h의 속구와 세로로 떨어지는 커브를 축으로 컷 패스트볼, 체인지업 등 다채로운 변화구를 던졌다는 평가를 받아 2005년 대학·사회인 프로 야구 드래프트에서 희망 입단 범위 제도에 의해 한신 타이거스에 입단했다. 대학 선배이자 한신의 대선배인 무라야마 미노루를 동경하고 있어 입단 회견에서는 “(등번호가 무라야마의 11번보다 10이 많은 21인 것부터)10배 힘내라는 뜻이라고 생각한다”라고 말했다.

### 프로 입단 후

#### 2006년 ~ 2007년
입단 당초 ‘이마나카 2세’라고 불릴 정도로 주목을 받았지만 기대 이하의 부진이 많아지면서 2006년과 2007년에는 1군에 등판했지만 이후에는 뚜렷한 성적을 낼 수 없었다. 2007년 6월 21일, 중학교 시절 동창이었던 여성과 결혼한 것을 공식 발표하여 같은 해 11월에는 첫 아이가 탄생했다.

#### 2008년
춘계 스프링 캠프와 시범 경기에서의 좋은 모습을 보여줬다는 인정을 받아 3월 29일 요코하마 베이스타스전에서 선발 투수로 등판해 프로 데뷔 첫 승리, 이후 4월 26일에는 첫 완투 승리를 거두었다. 시즌 종반에는 성적이 침체되었지만 시즌을 통해 선발 로테이션을 지켜 10승을 올리는 등 시모야나기 쓰요시에 뒤를 잇는 팀내 2위의 투구 횟수로 센트럴 리그 8위인 평균자책점 3.28, 피홈런은 규정 투구 횟수를 채운 투수 중에서 리그 최소인 5개를 기록했다. 그러나 좌타자에 대한 피타율은 3할대를 넘어 리그 최다 타이 기록인 11개의 사구, 공동 4위인 50볼넷, 규정 투구 횟수에 도달한 투수 중 리그 최다인 7개의 폭투를 기록해 과제였던 제구력에서의 불안한 모습을 드러냈다.

#### 2009년
제2회 월드 베이스볼 클래식 일본 대표팀 선수로 발탁되어 중간 계투로서 2경기에 등판하는 등 대회 2연패를 이끌었다. 그러나 WBC 이후 왼쪽 어깨의 통증이 있었던 것이 발견되어 귀국 이후에 가진 정기 검진에서 ‘왼쪽 어깨견봉하 활액포염’이라는 진단을 받았고 6월 10일의 사이타마 세이부 라이온스전에서 1군 복귀 등판을 했지만 팀 타선이 좋지 않아 좀처럼 이길 수 없었지만 5번째의 선발이 된 7월 29일의 요코하마전에서 첫 완봉 승리가 되는 시즌 첫 승리를 거두었고 장녀가 태어난 9월 9일의 주니치 드래건스전에서도 완봉 승리를 거두었다. 시즌 성적은 7승 5패, 작년보다 적은 투구 횟수로 전년도를 웃도는 탈삼진수에 규정 투구 횟수 미만이면서도 평균자책점인 2.68을 기록했다.

#### 2010년
개막 직전인 3월에 왼쪽 팔꿈치에 통증을 일으켜 수술을 받아 1군과 2군에서의 등판은 모두 없었다. 10월 5일에는 미야자키 현에서 개막한 교육 리그에서 최종전인 요미우리 자이언츠전에서 복귀 후 첫 실전 등판을 했다. 오프 시즌인 12월 30일에는 둘째 딸이 탄생되었다.

#### 2011년
큰 부상이나 시즌 조정에 대한 지연도 없고 개막은 1군에서 맞이했다. 개막 3경기째인 4월 14일의 히로시마 도요 카프전에서 2009년 10월 9일의 야쿠르트전 이후 552일 만에 1군 선발 등판이 이뤄졌다. 첫 회에 홈런을 허용하는 등 7이닝 3실점을 기록하며 패전 투수가 되었지만 5월 5일의 요미우리전에서 2009년 10월 4일의 주니치전 이후 578일 만에 7이닝 1실점으로 승리투수가 되었다. 그 경기에서 수훈 선수로 선정된 직후에 가진 히어로 인터뷰에서는 눈물을 흘리며 인터뷰에 응했다.
시즌을 통해서는 선발 로테이션의 일원으로서 활약했지만 호투를 해도 팀 타선의 지원을 받지 못했고 자신의 실책과도 관련이 있어 팀내 1위인 평균자책점 2.29를 기록하면서도 9승 13패라는 초라한 성적을 남겼다.

## 출신 학교
- 오사카도인 고등학교
- 간사이 대학

## 선수 경력
프로팀 경력
- 한신 타이거스(2006년 ~ 2021년)

국가 대표 경력
- 월드 베이스볼 클래식 일본 국가대표팀(2009년)

## 개인 기록

### 투수 기록
- 첫 등판·첫 선발 : 2006년 10월 14일, 대 히로시마 도요 카프 22차전(히로시마 시민 구장)
- 첫 탈삼진 : 상동.
- 첫 승리·첫 선발 승리 : 2008년 3월 29일, 대 요코하마 베이스타스 2차전(교세라 돔 오사카)
- 첫 완투 승리 : 2008년 4월 26일, 대 요미우리 자이언츠 5차전(한신 고시엔 구장)
- 첫 완봉 승리 : 2009년 7월 29일, 대 요코하마 베이스타스 14차전(한신 고시엔 구장)

### 타격 기록
- 첫 안타 : 2007년 7월 29일, 대 요코하마 베이스타스 12차전(한신 고시엔 구장)
- 첫 타점 : 2009년 8월 12일, 대 주니치 드래건스 16차전(교세라 돔 오사카)

## 등번호
- 21(2006년 ~ 2021년)
  - 19(2009년 월드 베이스볼 클래식 등번호)

## 연도별 성적
| 연도       | 소속       | 등 판 | 선 발 | 완 투 | 완 봉 | 무 볼 넷 | 승 리 | 패 전 | 세 이 브 | 홀 드 | 승 률 | 타 자 | 투 구 회 | 피 안 타 | 피 홈 런 | 볼 넷 | 고의 사구 | 死 구 | 탈 삼 진 | 폭 투 | 보 크 | 실 점 | 자 책 점 | 평균 자책점 | WHIP |
| ---------- | ---------- | ----- | ----- | ----- | ----- | -------- | ----- | ----- | -------- | ----- | ----- | ----- | -------- | -------- | -------- | ----- | --------- | ----- | -------- | ----- | ----- | ----- | -------- | ----------- | ---- |
| 2006년     | 한신       | 1     | 1     | 0     | 0     | 0        | 0     | 1     | 0        | 0     | .000  | 16    | 3.0      | 2        | 1        | 4     | 0         | 0     | 1        | 2     | 0     | 4     | 3        | 9.00        | 2.00 |
| 2007년     | 한신       | 4     | 3     | 0     | 0     | 0        | 0     | 1     | 0        | 0     | .000  | 62    | 13.1     | 15       | 0        | 8     | 0         | 2     | 6        | 2     | 0     | 9     | 9        | 5.40        | 1.73 |
| 2008년     | 한신       | 27    | 27    | 2     | 0     | 1        | 10    | 10    | 0        | 0     | .500  | 678   | 159.1    | 168      | 5        | 50    | 3         | 11    | 101      | 7     | 0     | 64    | 58       | 3.28        | 1.37 |
| 2009년     | 한신       | 16    | 16    | 4     | 2     | 0        | 7     | 5     | 0        | 0     | .583  | 455   | 110.2    | 99       | 3        | 27    | 1         | 8     | 103      | 4     | 0     | 40    | 33       | 2.68        | 1.14 |
| 2011년     | 한신       | 25    | 25    | 2     | 2     | 0        | 9     | 13    | 0        | 0     | .409  | 673   | 169.0    | 121      | 7        | 45    | 5         | 8     | 133      | 6     | 0     | 47    | 43       | 2.29        | 0.98 |
| 통산 : 5년 | 통산 : 5년 | 73    | 72    | 8     | 4     | 1        | 26    | 30    | 0        | 0     | .464  | 1884  | 455.1    | 405      | 16       | 134   | 9         | 29    | 344      | 21    | 0     | 164   | 145      | 2.87        | 1.18 |

- 2011년 기준, 굵은 글씨는 시즌 최고 성적.
- 2010년은 1군 출장 없음.